# 伊州 (新疆ウイグル自治区)
伊州（いしゅう）は、中国にかつて存在した州。唐代に現在の新疆ウイグル自治区クムル市一帯に設置された。

## 概要
隋により後漢の伊吾屯城の東に築城して、伊吾郡が置かれた。隋末に西域雑胡の拠るところとなった。
630年（貞観4年）、東突厥の頡利可汗が唐に捕らえられると、伊吾城の守将は7城こぞって唐に帰順し、その地に西伊州が置かれた。632年（貞観6年）、西伊州は伊州と改称された。742年（天宝元年）、伊州は伊吾郡と改称された。758年（乾元元年）、伊吾郡は伊州の称にもどされた。伊州は河西道に属し、伊吾・柔遠・納職の3県を管轄した。